# Chloe Kim
Chloe Kim (* 23. April 2000 in Long Beach, Kalifornien) ist eine US-amerikanische Snowboarderin. Sie startet in den Freestyledisziplinen.

## Werdegang
Kim nimmt seit 2009 an der Ticket to Ride World Snowboard Tour teil. Dabei holte sie in der Saison 2009/10 mit dem zweiten Platz auf der Halfpipe der Australian Junior Series in Perisher Blue und mit dem dritten im Slopestyle und dem ersten Rang auf der Halfpipe bei den Burton European Junior Open in Laax ihre ersten Podestplatzierungen. Im Januar 2012 belegte sie beim The Burton Pro-Test in Mammoth den dritten Platz im Slopestyle und den zweiten Platz auf der Halfpipe.
In der Saison 2012/13 siegte sie bei den Burton European Junior Open auf der Halfpipe und im Slopestyle. Im März 2013 wurde sie US-amerikanische Meisterin auf der Halfpipe. Die Saison beendete sie auf dem sechsten Platz in der World Snowboard Tour Gesamtwertung. In der folgenden Saison belegte sie den dritten Platz auf der Halfpipe bei der Winter Dew Tour in Breckenridge und den ersten Platz auf der Halfpipe bei der U.S. Revolution Tour 2014 in Mammoth. Bei den Winter-X-Games 2014 gewann sie Silber im Superpipe Wettbewerb. Im März 2014 errang sie den dritten Platz auf der Halfpipe bei der Burton US Open in Vail. Die Saison beendete sie auf dem ersten Platz in der Tourgesamtwertung. Sie ist damit die jüngste Tourgesamtsiegerin.
Zum Beginn der Saison 2014/15 siegte sie auf der Halfpipe bei den Burton High Fives in Cardrona. Es folgten zweite Plätze bei der Winter Dew Tour in Breckenridge auf der Halfpipe und im Slopestyle bei der U.S. Revolution Tour in Copper Mountain. Bei den Winter-X-Games 2015 holte sie im Superpipe Wettbewerb Gold und ist damit die jüngste Goldmedaillengewinnerin bei den X-Games. Im Februar 2015 errang sie den zweiten Platz auf der Halfpipe bei den Burton European Open in Laax. Im selben Monat gewann sie bei der U.S. Revolution Tour in Mammoth auf der Halfpipe. Bei den Burton US Open 2015 kam sie auf den zweiten Platz auf der Halfpipe. Zum Saisonende siegte sie bei der U.S. Revolution Tour in Mammoth im Slopestyle.
Nach zwei zweiten Plätzen auf der Halfpipe zu Beginn der Saison 2015/16 bei der Winter Dew Tour in Breckenridge und beim U.S. Grand Prix und FIS-Weltcup in Mammoth holte sie bei den Winter-X-Games 2016 in Aspen wie im Vorjahr die Goldmedaille im Halfpipe-Wettbewerb. Im Februar 2016 siegte sie beim U.S. Grand Prix und FIS-Weltcup in Park City und gewann bei den Olympischen Jugend-Winterspielen 2016 in Lillehammer auf der Halfpipe und im Slopestyle jeweils die Goldmedaille. Im selben Monat holte sie bei den X-Games Oslo 2016 in Oslo die Goldmedaille auf der Halfpipe. Im folgenden Monat siegte sie bei den Burton US Open in Vail im Halfpipe-Wettbewerb und erreichte zum Saisonende den siebten Platz im Freestyle-Weltcup und den dritten Rang im Halfpipe-Weltcup.
In der Saison 2016/17 siegte sie beim U.S. Grand Prix und Weltcup in Copper Mountain und bei den Laax Open 2017 und zugleich Weltcup. Außerdem wurde sie im Weltcup zweimal Vierte und gewann zum Saisonende den Halfpipe-Weltcup. Im Freestyle-Weltcup errang sie den sechsten Platz. Bei den Winter-X-Games 2017 gewann sie die Bronzemedaille. In der folgenden Saison siegte sie bei den Weltcups in Cardrona und Copper Mountain und errang in Snowmass den zweiten Platz. Bei den Winter-X-Games 2018 und den darauffolgenden Olympischen Winterspielen 2018 in Pyeongchang, gewann sie die Goldmedaille in der Halfpipe. Im März 2018 gewann sie bei den Burton US Open und erreichte zum Saisonende den zweiten Platz im Freestyle-Weltcup und den ersten Rang im Halfpipe-Weltcup.
Zu Beginn der Saison 2018/19 triumphierte sie beim Weltcup und U.S. Grand Prix in Copper Mountain und bei der Winter Dew Tour in Breckenridge. Es folgte Platz eins in Laax und Anfang März 2019 Rang zwei in Vail beim Burton US Open. Bei den Winter-X-Games 2019 und bei den Snowboard-Weltmeisterschaften 2019 in Park City holte sie jeweils die Goldmedaille. Die Saison beendete sie auf dem neunten Platz im Freestyle-Weltcup und auf dem vierten Rang im Halfpipe-Weltcup. In der Saison 2020/21 holte sie bei den Winter-X-Games 2021 und bei den Snowboard-Weltmeisterschaften 2021 jeweils die Goldmedaille. Im Weltcup siegte sie zweimal und erreichte damit den dritten Platz im Freestyle-Weltcup und den ersten Rang im Halfpipe-Weltcup.
Bei den Olympischen Winterspielen 2022 in Peking wurde sie zum zweiten Mal in Folge Olympiasiegerin in der Halfpipe.
Neben ihrer sportlichen Karriere setzt sich Kim auch öffentlich gegen die Bedrohung durch die Klimakrise ein. So engagiert sie sich für die Klimaschutz-Organisation Protect Our Winters (POW), die auf die zunehmende Bedrohung des Wintersports durch die globale Erwärmung hinweist.
Von Oktober bis Dezember 2020 nahm Kim als Jellyfish an der vierten Staffel der US-amerikanischen Version von The Masked Singer teil, in der sie im Halbfinale als Fünftplatzierte ausschied.

## Erfolge

### Olympische Spiele
- 2018 Pyeongchang: 1. Platz Halfpipe
- 2022 Peking: 1. Platz Halfpipe

### Weltmeisterschaften
- 2019 Park City: 1. Platz Halfpipe
- 2021 Aspen: 1. Platz Halfpipe
- 2025 Engadin: 1. Platz Halfpipe

### Winter-X-Games
- 2014 Aspen: 2. Platz Halfpipe
- 2015 Aspen: 1. Platz Halfpipe
- 2016 Aspen: 1. Platz Halfpipe
- 2016 Oslo: 1. Platz Halfpipe
- 2017 Aspen: 3. Platz Halfpipe
- 2018 Aspen: 1. Platz Halfpipe
- 2019 Aspen: 1. Platz Halfpipe
- 2021 Aspen: 1. Platz Halfpipe
- 2024 Aspen: 1. Platz Halfpipe
- 2025 Aspen: 1. Platz Halfpipe

### Weltcup
- 14 Podestplätze, davon 12 Siege

#### Weltcupsiege
| Nr. | Datum             | Ort             |
| --- | ----------------- | --------------- |
| 1.  | 6. Februar 2016   | Park City       |
| 2.  | 16. Dezember 2016 | Copper Mountain |
| 3.  | 21. Januar 2017   | Laax            |
| 4.  | 8. September 2017 | Cardrona        |
| 5.  | 9. Dezember 2017  | Copper Mountain |
| 6.  | 8. Dezember 2018  | Copper Mountain |
| 7.  | 19. Januar 2019   | Laax            |
| 8.  | 23. Januar 2021   | Laax            |
| 9.  | 21. März 2021     | Aspen           |
| 10. | 15. Januar 2022   | Laax            |
| 11. | 18. Januar 2025   | Laax            |
| 12. | 1. Februar 2025   | Aspen           |

#### Weltcup-Gesamtplatzierungen
| Saison  | Park & Pipe | Park & Pipe | Halfpipe | Halfpipe |
| Saison  | Punkte      | Platz       | Punkte   | Platz    |
| ------- | ----------- | ----------- | -------- | -------- |
| 2015/16 | 1800        | 7.          | 1800     | 3.       |
| 2016/17 | 3000        | 6.          | 3000     | 1.       |
| 2017/18 | 2800        | 2.          | 2800     | 1.       |
| 2018/19 | 2000        | 9.          | 2000     | 4.       |
| 2020/21 | 200         | 3.          | 200      | 1.       |
| 2021/22 | 100         | 25.         | 100      | 8.       |
| 2023/24 | 76          | 32.         | 76       | 15.      |
| 2024/25 | 250         | 9.          | 250      | 2.       |

### Burton US Open
- 2014: 3. Platz Halfpipe
- 2015: 2. Platz Halfpipe
- 2016: 1. Platz Halfpipe
- 2018: 1. Platz Halfpipe
- 2019: 2. Platz Halfpipe